# The Ants

Таблица из книги, описывающая распределение видов по всем регионам планеты

«Муравьи» (англ. The Ants) — книга 1990 года, написанная американским мирмекологом Эдвардом Осборном Уилсоном и немецким энтомологом Бертом Хёлльдоблером. Произведение было удостоено Пулитцеровской премии 1991 года и стало 1-й в истории научной книгой (и, значит, первой по зоологии и о животных), удостоенной этой высшей литературной премии США.

## Содержание
В этой сугубо научной мирмекологической книге даётся полный энциклопедический обзор всех сторон жизни и разнообразия мировой фауны муравьёв. В ней детально описываются анатомия, физиология, социальная организация, экология и систематика этих общественных насекомых. Книга имеет крупный формат (30 см и 3,5 кг), так как в ней эффективно размещено большое количество диаграмм, карт, таблиц, черно-белых и цветных рисунков и фотографий, включая определители всех родов семейства Муравьи (Formicidae).

### Оглавление
- The Importance of Ants — 1
- The Colony Life Cycle — 143
- Colony Odor and Kin Recognition — 197
- Queen Numbers and Domination — 209
- Communication — 227
- Caste and Division of Labor — 298
- Social Homeostasis and Flexibility — 356
- Variation among Colonies — 362
- The Organization — 419
- Trophallactic Appeasement — 429
- The Future of Community Studies — 435
- Symbioses with Other Arthropods — 471
- Symbioses between Ants and Plants — 530
- The Specialized Predators — 558
- The Army Ants — 573
- The Fungus Growers — 597
- Ants Do Not Play — 370
- Humidity Regulation — 374
- Daily Cycles of Activity — 382
- Energy Maximizers versus Time Minimizers — 388
- Territorial Strategies — 400
- Territory Predation and True Slavery — 414
- The Harvesting Ants — 610
- Weaver Ants — 618
- Collecting Culturing Observing — 630
- Bibliography — 645
- Acknowledgments — 711

## Отзывы
Рецензент журнала Science охарактеризовал книгу как «великолепный фолиант» и отметил, что она «несомненно займет свое место среди величайших книг по энтомологии», поскольку это «замечательное исследование почти всех ответвлений эволюционной биологии, от биологии развития до структуры экологических сообществ». Иллюстрации были оценены как обильные и чрезвычайно подробные, с монохромными рисунками и 24 цветными таблицами. Все 297 существующих родов проиллюстрированы и идентифицируются с помощью предоставленных определительных ключей. Но «The Ants, как и всякая великая книга и всякая муравьиная колония, гораздо больше, чем сумма её частей».
Дайана Уилер, рецензируя книгу в The Quarterly Review of Biology, отмечает, что Уильям Мортон Уилер считал, что его книгу нецелесообразно перерабатывать, поскольку это потребовало бы слишком много работы и сделало бы книгу слишком дорогой, и что к счастью, авторы The Ants «сделали это, не дрогнув» на вызов. Они выпустили массивный, но доступный том, и он был доступен как для публики, так и для энтомологов.

### Комментарии
1. ↑  Имеется ввиду классический труд по муравьям: Wheeler W. M. 1910. Ants: Their Structure, Development and Behavior. Columbia University Press. 663 pp.  + I-XXV